# Иванов, Сергей Петрович (художник)
Сергей Петрович Иванов (фр. Serge Ivanoff, Серж Иванов; 25 декабря 1893 — 8 февраля 1983) — французский художник-портретист русского происхождения.

## Биография
Родился в московской купеческой семье, с раннего возраста интересовался искусством. После переезда родителей в Санкт-Петербург в 1917 году начал обучаться живописи в Высшем художественном училище при Академии художеств.
В 1920 году его жена с двумя детьми переехали в Париж, а два года спустя, окончив обучение, Сергей Иванов последовал за ними.
Будучи талантливым портретистом, он исполнил портреты многих известных личностей, в том числе папы Пия XI, Сержа Лифаря, Ивет Шовире, Артюра Онеггера, Эдвиж Фёйер, великого князя Владимира Кирилловича Романова, Александра Бенуа, Ольга Бознанская, Зинаиды Серебряковой, Вячеслава Иванова, Поля Валери, Жака Фата, Элеоноры Рузвельт, Джефферсона Кэфри.
В 1950 году Иванов переехал в США. На протяжении более чем десятилетия он много ездил по американскому континенту, исполняя многочисленные заказы. Во второй половине 1960-х годов он вернулся во Францию, где стал членом Салона Независимых. В 1966 году министр культуры Франции Андре Мальро присвоил ему золотую медаль.

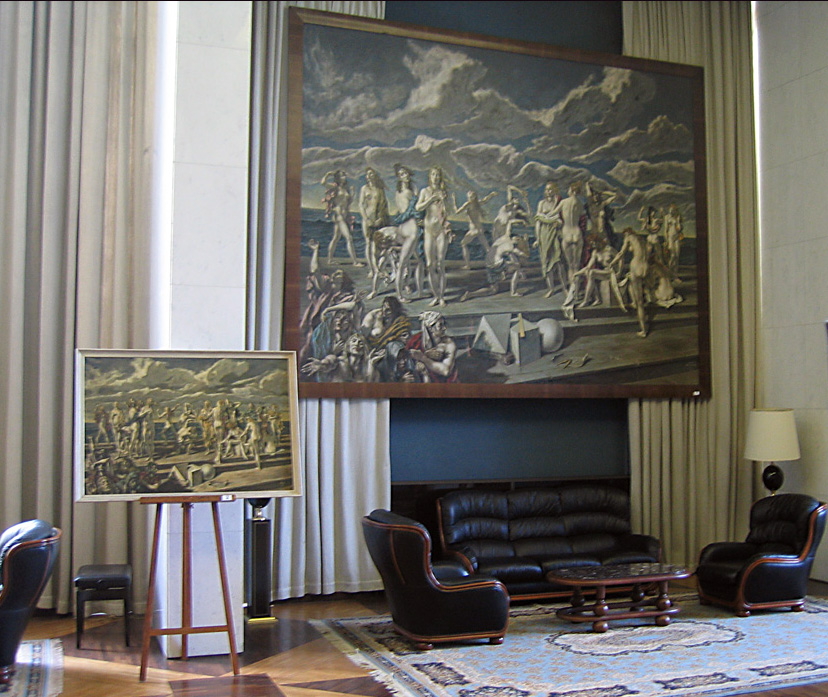
"Menaces" - Russian Embassy in France, Paris, 2006